# Иван III (надбискуп)
Иван III је био надбискуп у Бару, у периоду од 1341
до 1347. године. Посвећен је у Авињону. Папа му је дао надбискупски плашт 1342. године.